# Gschaid (Gemeinde Altlengbach)
Gschaid (früher auch Gscheid) ist eine Ortschaft in der Marktgemeinde Altlengbach im Bezirk St. Pölten-Land, Niederösterreich.

## Geografie
Die Ortschaft befindet sich östlich von St. Pölten in den Niederösterreichischen Voralpen und am westlichen Ende des Wienerwaldes beim Knoten Steinhäusl. Am 1. Jänner 2024 zählte die Ortschaft 71 Einwohner.

## Geschichte
1529 kommt es zu Zerstörungen im Ort durch die Türken, die Wien belagern. Laut Adressbuch von Österreich waren im Jahr 1938 in Gschaid einige Landwirte ansässig.